# 고대갈매기
고대갈매기(Relict gull, Central Asian gull, 학명: Ichthyaetus relictus)는 보통 크기의 갈매기이다. 1971년까지 메디터레이니언걸(Mediterranean gull)의 동부종으로 인식되었으나 전통적으로 Larus속으로 분류된다.

## 설명
이 갈매기의 길이는 44~45센티미터이며 몸은 두꺼운 편이다. 날개는 끝쪽이 희며 이마는 회가색이고 머리는 검은색이다. 다리는 오렌지색이며 부리는 진홍색이다. 부리와 다리는 어두운 붉은색이다. 겨울깃은(머리는) 흰색이다. 귀깃 부분에 검은색 반점이 있다. 등부분과 날개는 옅은 회색이며 날개 끝부분은 검은색이다.

## 분포
고대갈매기는 몽골의 여러 지역, 카자흐스탄의 두 곳, 러시아에서 한 곳, 중화인민공화국에서 한 곳(위린시)에서 서식한다. 적은 수가 대한민국으로 이주한다.